# Langiro
Langiro (auch Langilo) ist ein Verwaltungsbezirk (Ward) des Distrikts Mbinga in der tansanischen Region Ruvuma.

## Geografie
Langiro liegt im Südwesten von Tansania etwa 25 Kilometer Luftlinie westlich der Distrikthauptstadt Mbinga und 10 Kilometer vom Malawisee entfernt. Der Bezirk grenzt im Nordosten an Kitura, im Osten an Litembo, im Süden an Maguu, im Südwesten an Kipapa und im Nordwesten an Liwundi, das im Distrikt Nyasa liegt. Bei der Volkszählung 2022 lebten 12.423 Menschen in 3142 Haushalten auf einer Fläche von 64 Quadratkilometern.

## Gliederung
Der Bezirk besteht aus fünf Gemeinden (Mtaa) mit 41 Orten (Kitongoji):
| Langiro - Lingomba - Mahoha - Kungiro A - Kungiro B - Mtwara - Matokeo - Lombambala - Ndonga - Kunguru A - Kunguru B - Mtalawanda - Lupeno - Kitai - Mbalandundu - Mahiga | Langiro Asili - Kilosa - Mtuha - Ndeka - Peramiho - Mhesa Juu - Mhesa Chini - Kihui | Mkoha - Mbula - Ukuli Juu - Ukuli Chini - Kiosi - Mawindi - Kiwaga - Nahimba - Makata | Mkoha Asili - Kihuka - Matiri - Mpungu - Matarawe - Mkoha Asili - Luhingo - Kihukilo | Lingomba - Lingomba A - Lingomba B - Mhigiti - Lilende |

## Infrastruktur
- Bildung: Im Bezirk gibt es zwei weiterführende Schulen, die Langiro Secondary School und die Mkoha Secondary School. Beide sind staatliche Tagesschulen mit einer Ausbildung bis zur 4. Stufe.[8][9]
- Gesundheit: In den Gemeinden Langiro und Mkoha liegt je eine staatliche Apotheke.[10][11]